# 武乐镇
武乐乡，是中华人民共和国广西壮族自治区贵港市港北区下辖的一个乡镇级行政单位。

## 行政区划
武乐乡下辖以下地区：
武乐村、逢宜村、吉斗村、东南村、胜岭村、水石村、长城村和江城村。